# 满村镇
满村镇，是中华人民共和国河南省新乡市长垣市下辖的一个乡镇级行政单位。

## 行政区划
满村镇下辖以下地区：
后满村、吴坡村、唐洼村、毛庄村、三官庙村、新庄村、老李庄村、双庙村、邓东村、邓北村、曹吕村、大杨楼村、苏吕村、邓西村、前墙村、陈墙村、前满村、东梨园村、小吕村、吕村寺村、冯墙村、宜邱村和周宜邱村。